# 1977年の音楽
1977年の音楽（1977ねんのおんがく）では、1977年（昭和52年）の音楽分野の動向についてまとめる。
1976年の音楽-1977年の音楽-1978年の音楽

## 概要・出来事
- 日本ではピンク・レディーが「S・O・S」、「カルメン'77」、「渚のシンドバッド」、「ウォンテッド (指名手配)」など大ヒットを連発した。
- この年のビルボード年間チャートのベスト5は以下のとおり。

1. ロッド・スチュワート 「今夜きめよう」
2. アンディ・ギブ 「恋のときめき」
3. エモーションズ 「ベスト・オブ・マイ・ラブ」
4. バーブラ・ストライサンド 「スター誕生の愛のテーマ」
5. ホット 「やさしい天使（Angel in Your Arms）」

- エルヴィス・プレスリー、マーク・ボランが死去した[1]。

## 詳細
- 7月17日 - 日比谷野外音楽堂でのライブ・フィナーレで、キャンディーズが「普通の女の子に戻りたい」との言葉で突如解散を宣言。以後、ピンク・レディー旋風に並ぶキャンディーズブームが、翌1978年4月まで続くこととなる。
- 8月16日 - エルヴィス・プレスリーが死去。42歳。世界的なニュースになった。
- 8月26日 - 矢沢永吉が日本武道館で単独公演。
- 9月16日 - Tレックスのマーク・ボランが死去。29歳。
- 12月31日
  - 第19回日本レコード大賞　勝手にしやがれ／沢田研二

最優秀歌唱賞　八代亜紀／愛の終着駅、最優秀新人賞　清水健太郎／失恋レストラン
  - 第28回NHK紅白歌合戦

## 洋楽

### シングル
| - アバ 「ザッツ・ミー」 - アバ「ダンシング・クイーン」 - ビージーズ 「愛はきらめきの中に」「ステイン・アライヴ」 - デビー・ブーン 「恋するデビー」 - デヴィッド・ボウイ 「ヒーローズ」 - エリック・クラプトン 「ワンダフル・トゥナイト」 - シック「ダンス、ダンス、ダンス」 - コモドアーズ 「ブリック・ハウス」 - シカゴ 「朝もやの二人」 - ザ・クラッシュ 「白い暴動」 - カーペンターズ 「星空に愛を (コーリング・オキュパンツ)」「二人のラブソング」 - ジミー・バフェット 「マルガリータヴィル」 - ダズ「デュージック」 - ハート 「バラクーダ」 - アンディ・ギブ 「恋のときめき」 - エモーションズ 「ベスト・オブ・マイ・ラブ」 - イーグルス 「ホテル・カリフォルニア」「駆け足の人生」 - アンドリュー・ゴールド 「ロンリー・ボーイ」 - ホット 「やさしい天使」 - ビリー・ジョエル 「ストレンジャー」 - クイーン「伝説のチャンピオン」「手をとりあって」 - エレクトリック・ライト・オーケストラ 「テレフォン・ライン」 - イヴォンヌ・エリマン 「ハロー・ストレンジャー」 - メアリー・マックレガー 「過ぎし日の思い出」 - ジョニ・ミッチェル 「コヨーテ」 - スティーヴィー・ワンダー 「愛するデューク」 | - フリートウッド・マック 「ドリームス」「ドント・ストップ」「ユー・メイク・ラヴィング・ファン」 - ダリル・ホール&ジョン・オーツ 「リッチ・ガール」 - ランディ・ニューマン 「ショート・ピープル」 - リンダ・ロンシュタット 「ブルー・バイユー」「イッツ・ソー・イージー」 - グレン・キャンベル 「サザン・ナイツ」 - ザ・ジャム 「イン・ザ・シティ」 - セックス・ピストルズ 「ゴッド・セイヴ・ザ・クイーン」 - ジェニファー・ウォーンズ 「星影の散歩道」 - ビル・コンティ 「ロッキーのテーマ」 - ジョナサン・リッチマン 「ロードランナー」 - スティーリー・ダン 「麗しのペグ」「ジョジー」「ブラック・カウ」 - クリスタル・ゲイル 「瞳のささやき」 - ピーター・マッキャン 「恋人たちの午後 / 星影の散歩道」 - フローターズ「フロート・オン」 - ローズ・ロイス 「カー・ウォッシュ」 - LTD 「バック・イン・ラブ・アゲイン」 - KC&ザ・サンシャイン・バンド 「キープ・イット・カミン・ラブ」「アイム・ユア・ブギー・マン」 - アース・ウィンド・アンド・ファイアー 「サーペンタイン・ファイア」 - ブラザーズ・ジョンソン 「ストロベリー・レター23」 - ヒートウェイヴ 「ブギー・ナイツ」 - マーヴィン・ゲイ 「黒い夜」 - テルマ・ヒューストン「ドント・リーブ・ミー・ジス・ウェイ」 - アラン・オディ「アンダーカバー・エンジェル」 - スティーヴン・ビショップ 「オン・アンド・オン」 - レオ・セイヤー「恋の魔法使い」「ウェン・アイ・ニード・ユー」 - トム・ペティ&ザ・ハートブレイカーズ 「アメリカン・ガール」 - リタ・クーリッジ 「ハイヤー・アンド・ハイヤー」 |

### アルバム
| - アバ 『アライヴァル』 - ブロンディ – プラスティック・レターズ - ブルー・オイスター・カルト – Spectres - エディ・マネー – Eddie Money - ブリック – ブリック - ブラザーズ・ジョンソン – Right on Time - シカゴ – Chicago XI - エリック・クラプトン – スローハンド - クラッシュ – The Clash - レナード・コーエン – Death of a Ladies' Man - ダムド – ダムド・ダムド・ダムド - イーノ – Before and After Science - ローリング・ストーンズ 『ラヴ・ユー・ライヴ』 - スティーリー・ダン 『彩（エイジャ）』 - フリートウッド・マック 『噂』 - ボズ・スキャッグス 『ダウン・トゥ・ゼン・レフト』 - LTD 『サムシング・トゥ・ラブ』 - ブライアン・フェリー 『イン・ユア・マインド (あなたの心に)』 - クロスビー、スティルス&ナッシュ 『CSN』 - アース・ウィンド・アンド・ファイアー 『太陽神』 - サンタナ 『ムーン・フラワー』 - ジャクソン・ブラウン 『孤独のランナー』 - ローズ・ロイス『カー・ウォッシュ』OST - セックス・ピストルズ 『勝手にしやがれ!!』 - V.A.『サタデイ・ナイト・フィーバー』OST - V.A.『スター誕生』OST - マディ・ウォーターズ 『ハード・アゲイン』 - クラッシュ 『白い暴動』 | - ストラングラーズ 『ノー・モア・ヒーローズ』 - エルヴィス・コステロ 『マイ・エイム・イズ・トゥルー』 - ミートローフ 『地獄のロック・ライダー』 - ボブ・マーリー&ザ・ウェイラーズ 『エクソダス』 - スティーヴ・ヒレッジ 『モチヴェイション・ラジオ』 - クラフトワーク 『ヨーロッパ特急』（西ドイツ） - 10cc 『愛ゆえに』 - チープ・トリック 『チープ・トリック』 - アート・ガーファンクル 『ウォーターマーク』 - エルヴィス・プレスリー 『ムーディ・ブルー』 - ビートルズ 『デビュー! ビートルズ・ライヴ'62』 - エレクトリック・ライト・オーケストラ 『アウト・オブ・ザ・ブルー』 - リンダ・ロンシュタット 『夢はひとつだけ』 - ローラ・ニーロ 『光の季節』 - セルジオ・メンデス&ブラジル77 『セルジオ・メンデス&ザ・ニュー・ブラジル77 』 - ウェザー・リポート 『ヘヴィ・ウェザー』 - ヴァンゲリス 『螺旋』 - ビリー・ジョエル 『ストレンジャー』 - デヴィッド・ボウイ 『ロウ』 『英雄夢語り (ヒーローズ)』 - キッス – ラブ・ガン - クイーン 『世界に捧ぐ』 - ニール・ヤング 『アメリカン・スターズン・バーズ』 - ランディ・ニューマン 『小さな犯罪者』 |

## ジャズ
- クルセイダーズ: Free as the Wind
- リー・リトナー: Captain Fingers
- アル・ディ・メオラ: Elegant Gypsy
- McCoy Tyner: Supertrio
- Jean-Luc Ponty: Enigmatic Ocean
- Cecil McBee: Music From the Source
- Steve Lacy: Raps
- Woody Shaw: Rosewood
- Gateway Trio: Gateway 2|2
- Louis Hayes: The Real Thing

## クラシック
- Franghiz Ali-Zadeh – Zu den Kindertotenlieder (In Memoriam Gustav Mahler)
- Birgitte Alsted – Strygekvartet i CD
- Javier Álvarez – Canciones de la Venta
- William Alwyn - Invocations (song cycle)
- Charles Amirkhanian – Dutiful Ducks

## 総合ランキング（邦楽・洋楽）

### シングル
年間TOP50
- 集計会社 オリコン

※1976年12月6日付 - 1977年11月28日付
- 1位 ピンク・レディー：「渚のシンドバッド」
- 2位 森田公一とトップギャラン：「青春時代」
- 3位 ピンク・レディー：「ウォンテッド (指名手配)」
- 4位 沢田研二：「勝手にしやがれ」
- 5位 小林旭：「昔の名前で出ています」
- 6位 さだまさし：「雨やどり」
- 7位 ピンク・レディー：「カルメン'77」
- 8位 ピンク・レディー：「S・O・S」
- 9位 清水健太郎：「失恋レストラン」
- 10位 Hi-fi-set：「フィーリング」
- 11位 都はるみ：「北の宿から」
- 12位 清水健太郎：「帰らない/恋人よ」
- 13位 小柳ルミ子：「星の砂」
- 14位 ピンク・レディー：「ペッパー警部」
- 15位 狩人：「あずさ2号」
- 16位 石川さゆり：「津軽海峡・冬景色」
- 17位 ジグソー：「スカイ・ハイ」
- 18位 松崎しげる：「愛のメモリー」
- 19位 山口百恵：「赤い衝撃」
- 20位 山口百恵：「イミテイション・ゴールド」
- 21位 山口百恵：「夢先案内人」
- 22位 ダウン・タウン・ブギウギ・バンド：「サクセス／愛しのティナ」
- 23位 ジョー山中：「人間の証明のテーマ」
- 24位 沢田研二：「憎みきれないろくでなし」
- 25位 研ナオコ：「あばよ」
- 26位 石川さゆり：「能登半島」
- 27位 キャンディーズ：「やさしい悪魔」
- 28位 マイナー・チューニング・バンド：「ソウルこれっきりですか」
- 29位 郷ひろみ／郷ひろみ・樹木希林：「帰郷／お化けのロック」
- 30位 オリビア・ニュートン＝ジョン：「カントリー・ロード」
- 31位 狩人：「コスモス街道」
- 32位 丸山圭子：「どうぞこのまま」
- 33位 野口五郎：「むさし野詩人」
- 34位 イルカ：「雨の物語」
- 35位 山口百恵：「秋桜」
- 36位 高田みづえ：「硝子坂」
- 37位 太田裕美：「しあわせ未満」
- 38位 岩崎宏美：「思秋期」
- 39位 キャンディーズ：「暑中お見舞い申し上げます」
- 40位 太田裕美：「九月の雨」
- 41位 イーグルス：「ホテル・カリフォルニア」
- 42位 内藤国雄：「おゆき」
- 43位 河島英五：「酒と泪と男と女」
- 44位 岩崎宏美：「熱帯魚」
- 45位 郷ひろみ：「悲しきメモリー」
- 46位 あおい輝彦：「Hi-Hi-Hi」
- 47位 野口五郎：「季節風」
- 48位 芹洋子：「四季の歌」
- 49位 オリビア・ニュートン＝ジョン：「ジョリーン」
- 50位 山口百恵：「初恋草紙」

### 総合アルバム（邦楽・洋楽）
年間TOP50
※1976年12月6日付 - 1977年11月28日付（データはLPチャートでの集計）
- 1位 Hi-fi-set：『ラブ・コレクション』
- 2位 イーグルス：『ホテル・カリフォルニア』
- 3位 小椋佳：『遠ざかる風景』
- 4位 荒井由実：『14番目の月 (The 14th Moon)』
- 5位 ベイ・シティ・ローラーズ：『ニュー・ベスト』
- 6位 ささきいさお：『宇宙戦艦ヤマト』
- 7位 さだまさし：『風見鶏』
- 8位 イルカ：『植物誌』
- 9位 因幡晃：『暮色』
- 10位 ベイ・シティ・ローラーズ：『青春に捧げるメロディー』
- 11位 ポール・モーリア・グランド・オーケストラ：『グレイテスト・ヒッツ24 PART I』
- 12位 オリビア・ニュートン＝ジョン：『水のなかの妖精』
- 13位 さだまさし：『帰去来』
- 14位 因幡晃：『何か言い忘れたようで』
- 15位 ビートルズ：『ザ・ビートルズ・スーパー・ライヴ!』
- 16位 石川さゆり：『暖流』
- 17位 風：『WINDLESS BLUE』
- 18位 矢沢永吉：『ドアを開けろ』
- 19位 ダウン・タウン・ブギウギ・バンド：『傑作大全集』
- 20位 南こうせつ：『今こころのままに』
- 21位 ピンク・レディー：『ペッパー警部』
- 22位 荒井由実：『YUMING BRAND』
- 23位 吉田拓郎：『ぷらいべえと』
- 24位 クイーン：『華麗なるレース』
- 25位 オリビア・ニュートン＝ジョン：『たそがれの恋』
- 26位 ピンク・レディー：『チャレンジ・コンサート』
- 27位 ベイ・シティ・ローラーズ：『恋のゲーム』
- 28位 Hi-fi-set：『The Diary』
- 29位 小椋佳：『渡良瀬逍遙』
- 30位 清水健太郎：『健太郎ファースト』
- 31位 森田公一とトップギャラン：『ヒット全曲集』
- 32位 グレープ：『グレープ・ライブ 三年坂』
- 33位 キッス：『地獄のロック・ファイアー』
- 34位 小椋佳：『彷徨』
- 35位 オリビア・ニュートン＝ジョン：『きらめく光のように』
- 36位 因幡晃：『うすあかり』
- 37位 ABBA：『アライバル』
- 38位 小林旭：『ベスト20』
- 39位 かぐや姫：『かぐや姫フォーエバー』
- 40位 丸山圭子：『黄昏めもりぃ』
- 41位 ジャニス・イアン：『ジャニスの部屋』
- 42位 グラシェラ・スサーナ：『アドロ/サバの女王』
- 43位 太田裕美：『こけてぃっしゅ』
- 44位 小林旭：『哀愁』
- 45位 三浦友和と仲間たち：『赤頭巾ちゃん秘密だよ』
- 46位 太田裕美：『12ページの詩集』
- 47位 Hi-fi-set：『Fashionable Lover』
- 48位 大橋純子：『レインボー』
- 49位 ピンク・レディー：『サマー・ファイア'77』
- 50位 イルカ：『イルカライブ』

## イベント
| 開催日   | タイトル                                     |
| -------- | -------------------------------------------- |
| 4月17日  | 東京フォーク・ジャンボリー '77               |
| 12月31日 | スモーキン・クリーンコンサート 5th 1977-1978 |
| 12月31日 | 第28回NHK紅白歌合戦                          |

### 日本武道館公演
- 1月21日 - スタイリスティックス
- 1月31日・2月9日 - エアロスミス
- 2月14日・15日 - ANGEL
- 3月30日 - 西城秀樹
- 4月1日・2日・4日 - キッス
- 4月13日 - レイモン・ルフェーブル・グランド・オーケストラ
- 6月20日・21日 - ポール・アンカ
- 6月27日・29日 - グレッグ・オールマン
- 7月23日 - ギター1万5千人の集い
- 7月28日 - 紫／Char／バウ・ワウ
- 7月29日 - アンディ・ウィリアムス
- 8月17日 - ダウン・タウン・ブギウギ・バンド
- 8月26日 - 矢沢永吉
- 9月10日 - ジャニス・イアン
- 9月19日・27日・28日 - ジュリー・アンドリュース
- 9月20日・21日・10月4日・5日 - ベイ・シティ・ローラーズ
- 9月22日 - イアン・ギラン・バンド
- 10月6日・7日 - エリック・クラプトン
- 10月26日・27日 - パット・マッグリンとスコッティーズ
- 11月3日 - 西城秀樹
- 11月11日・12日・13日 - 第8回世界歌謡祭
- 11月28日・29日 - サンタナ
- 12月5日 - フリートウッド・マック
- 12月6日 - 風
- 12月7日・24日・日 - ポール・モーリア・グランド・オーケストラ
- 12月22日 - 沢田研二
- 12月25日 - バスター
- 12月26日 - 郷ひろみ
- 12月27日 - ピンク・レディー

## 主な音楽賞
| 賞                                                    | 受賞作・受賞者 |
| ----------------------------------------------------- | --- |
| 第19回日本レコード大賞                                | - 大賞 - 勝手にしやがれ／沢田研二 - 最優秀歌唱賞 - 愛の終着駅／八代亜紀 - 最優秀新人賞 - 帰らない／清水健太郎 - 歌唱賞 - 秋桜／山口百恵 - 思秋期／岩崎宏美 - 津軽海峡・冬景色／石川さゆり - 大衆賞 - ウォンテッド (指名手配)／ピンク・レディー - 新人賞 - あずさ2号／狩人 - アル・パシーノ＋アラン・ドロン＜あなた／榊原郁恵 - 硝子坂／高田みづえ - Lui-Lui／太川陽介 |
| 第15回ゴールデン・アロー賞                            | - 音楽賞 - 石川さゆり - 新人賞（音楽） - 狩人 |
| 第14回ポピュラーソングコンテストつま恋本選会          | - グランプリ - 世良公則&ツイスト「あんたのバラード」 - 優秀曲賞 - 広山敬子「もしもしレモン色した髪のお嬢さん」 - 小林契「踊り子」 - 下村明彦「自由になりたいために」 - 入賞 - スパイラル・ステップス「グッドバイ」 - セカンド「じゃあね、またね、元気でね」 - 藤根淳子とハッピー・リップス「あなたはエンジェル」 - 上田真「夕暮れ」 - スー・ハインズ「ニュースペーパーズ」 - サトリ「二人の夜明け」 - 岩井啓二「もう一度」 - 川上賞 - 友井久美子「別れのメッセージ」、本間由里「ホワイトナイト」                                                  |
| 第13回ポピュラーソングコンテストつま恋本選会          | - グランプリ - 小野香代子「さよならの言葉」 - 優秀曲賞 - ピクルス「蒼い炎」 - 木村恭子「スター」 - アイスクリーム・ファンタジー「Shall We Dance?」 - 心斎橋ラッシュとS・B・C親不孝バンド「Brother on a water」 - 入賞 - 児島由美「夢の旅」 - 福田真奈美「愛のぬくもり」 - シャトレII「あの頃」 - こっとん「おじいさんの青春」 - 津雲優「秘想（枯葉の訪れ）」 - アグアグ「アンティック・ドール」 - 松野美佐保「もし私が鳥になれたら」 - 原田良樹とサクセス「南の島は今日もいヽ天気」 - シンクタンク「恋の傷あと縫いさんへ」 - 山田文子「アイリン」 |
| 第10回下谷賞                                          | - 下谷賞 - 上岡洋一「秋空に」 - 下谷賞 - 中村暁生「門出」 |
| 第10回日本有線大賞                                    | - 大賞 - 沢田研二「勝手にしやがれ」 |
| 第10回全日本有線放送大賞                              | - グランプリ - 小林旭「昔の名前で出ています」 |
| 第10回日本作詩大賞                                    | - 大賞 - 沢田研二「勝手にしやがれ」（作詞:阿久悠） |
| 第10回新宿音楽祭                                      | - 金賞 - 清水健太郎、高田みづえ、狩人 - 銀賞 - 神田広美、香坂みゆき、太川陽介、榊原郁恵 - 銅賞 - 荒木由美子、清水由貴子、川崎麻世、渥美二郎ほか - 敢闘賞 - ビューティ・ペア |
| 第9回サントリー音楽賞                                 | - 常森寿子 |
| 第8回世界歌謡祭                                       | - 世良公則&ツイスト「あんたのバラード」、ラッグス「燃える想い」 |
| 第8回日本歌謡大賞                                     | - 大賞 - 勝手にしやがれ／沢田研二 - 放送音楽新人賞 - 失恋レストラン／清水健太郎 - 硝子坂／高田みづえ - 放送音楽賞 - 愛の終着駅／八代亜紀 - 思秋期／岩崎宏美 - ウォンテッド／ピンク・レディー - 津軽海峡冬景色／石川さゆり - 風の駅／野口五郎 |
| 第7回モービル音楽賞                                   | - 邦楽部門 - 山彦河良 - 洋楽部門（本賞） - 園田高弘 |
| 第7回創作合唱曲公募                                   | - 入賞 - 甲賀一宏「女声合唱曲「少年二題」」 - 佳作 - 高山惇「「ことばあそびうた」-無伴奏混声四部合唱のための-」、谷川健「ポプラの歌」 |
| 第6回FNS歌謡祭                                        | - グランプリ・最優秀歌唱賞・最優秀視聴者賞 - 石川さゆり「津軽海峡・冬景色」 - 最優秀新人賞 - 高田みづえ「硝子坂」 - 最優秀ヒット賞 - ピンク・レディー「渚のシンドバッド」 - 最優秀歌謡音楽賞 - 山口百恵「秋桜」 - 特別賞 - 五木ひろし、ビューティ・ペア |
| 第6回東京音楽祭                                       | - マリリン・マックー&ビリー・デイビス・ジュニア「ふたりの誓い」 |
| 第5回銀座音楽祭                                       | - グランプリ - 高田みづえ |
| 第5回ウィンナーワルド・オペラ賞                       | - オペラ大賞 - 中澤桂 - オペラ賞 - 常森寿子、志村年子 - 新人賞 - 該当なし - 特別賞 - 該当なし |
| 第3回全日本歌謡音楽祭                                 | - ゴールデングランプリ - 沢田研二「勝手にしやがれ」 - 最優秀新人賞 - 狩人 |
| 第3回横浜音楽祭                                       | - 最優秀新人賞 - 狩人 |
| 第3回日本テレビ音楽祭                                 | - グランプリ - 石川さゆり「能登半島」 |
| 第3回日本演歌大賞                                     | - 大賞 - 八代亜紀 |
| 第3回ABC歌謡新人グランプリ                            | - 清水健太郎 |
| 第2回南里文雄賞                                       | - 渡辺貞夫 |
| 第2回ライオンリスナーズグランプリ・FM東京最優秀新人賞 | - 狩人 |
| 第1回長崎歌謡祭                                       | - グランプリ - 村沢徹泰 |

## デビュー
- 1月1日 - 榊原郁恵／私の先生
- 1月25日 - 松山千春／旅立ち
- 2月 - チープ・トリック／『チープ・トリック』
- 2月25日 - 長渕剛／雨の嵐山
- 3月 - サーカス／月夜の晩には
- 3月 - 久木田美弥／少女自身
- 3月 - エルヴィス・コステロ／レス・ザン・ゼロ
- 3月 - フォリナー／『栄光の旅立ち』
- 3月 - 松岡直也オールスターズ／JOYFUL FEET
- 3月1日 - 清水由貴子／お元気ですか
- 3月18日 - ザ・クラッシュ／白い暴動
- 3月20日 - タモリ／タモリ
- 3月25日 - 内海美幸（現・内海みゆき）／想い出踏切
- 3月25日 - 狩人／あずさ2号
- 3月25日 - 杉真理／思い出の渦
- 3月25日 - 高田みづえ／硝子坂
- 4月1日 - アパッチ／恋のブロックサイン
- 4月20日 - 五十嵐夕紀／6年たったら
- 4月21日 - 香坂みゆき／愛の芽ばえ
- 4月25日 - 川中美幸／あなたに命がけ…改名・再デビュー[注 2]
- 4月29日 - ザ・ジャム／イン・ザ・シティ
- 5月21日 - おりも政夫／めぐりあう時に…ソロデビュー
- 6月1日 - 伊奈かっぺい／消ゴムで書いた落書き
- 6月1日 - シリア・ポール／夢で逢えたら
- 6月5日 - 大場久美子／あこがれ
- 6月5日 - 佐々木幸男／君は風
- 6月10日 - 荒木由美子／渚でクロス
- 6月21日 - 夏目雅子／OH!クッキーフェイス
- 6月25日 - 佐藤奈々子／Funny Walkin'
- 7月 - アグネス・ラム／雨あがりのダウンタウン
- 7月1日 - 川崎麻世／ラブ・ショック
- 7月10日 - 水谷豊／はーばーらいと
- 7月25日 - レイジー／Hey! I Love You!
- 7月30日 - 所ジョージ／ギャンブル狂騒曲
- 8月 - ブームタウン・ラッツ／ルッキン・アフターNo.1
- 10月 - 火野正平／そのままに
- 10月 - 三笠優子／洞海湾の竜
- 10月1日 - 柳ジョージ&レイニーウッド／「祭ばやしが聞こえる」のテーマ
- 10月25日 - 原田真二／てぃーんず ぶるーす
- 11月 - シック／『シック』
- 11月 - なかにし礼／マッチ箱の火事
- 11月 - パンダフルハウス／PANDAFUL-HOUSE
- 11月1日 - 渡辺真知子／迷い道
- 11月15日 - 喜納昌吉&チャンプルーズ／喜納昌吉とチャンプルーズ
- 11月25日 - 世良公則&ツイスト／あんたのバラード
- 11月25日 - 吉幾三／俺はぜったい!プレスリー…改名・再デビュー
- 12月1日 - 佳山明生／氷雨
- 月日不明 - 李成愛／カスマプゲ…日本デビュー
- 月日不明 - 舘ひろし／ロックン・ロール・ライダー
- 月日不明 - キム・ヨンジャ／女の一生
- 月日不明 - 西田敏行

## 解散・活動休止
- 6月 - つなき&みどり
- 12月 - 山本コウタローとウィークエンド

### 年内
- 5000 Volts
- あんぜんバンド
- ウエスト・ロード・ブルース・バンド（1984年再結成）
- カミーノ（1992年再結成）
- クルーシス
- ストロンチウム90
- スプリームス
- セバスチャン・ハーディー
- T・レックス
- トニー・オーランド&ドーン
- バオムシュタム（2004年再結成）
- 原みつるとシャネル・ファイブ
- パリス
- バンバン
- リターン・トゥ・フォーエヴァー（1982年再結成）
- レーナード・スキナード

## 再結成
- ゲス・フー

## 引退
いずれも結婚のため
- 浅田美代子（7月） - 吉田拓郎と結婚[注 4]
- 麻丘めぐみ（10月） - テレビディレクターと結婚

## 誕生
- 1月3日 - 飯塚雅弓（東京都、歌手・声優）
- 1月4日 - 水田竜子（北海道、演歌歌手）
- 1月6日 - 松永英也（兵庫県、トロンボーン奏者）
- 1月8日 - 石月努（歌手、元FANATIC◇CRISIS）
- 1月11日 - 松岡昌宏（北海道、ドラマー、TOKIO）
- 1月12日 - 田中潤（兵庫県、歌手、ゲントウキ）
- 1月14日 - 北川悠仁（神奈川県、シンガーソングライター、ゆず）
- 1月19日 - Cocco（沖縄県、シンガーソングライター）
- 1月24日 - 喜多建介（神奈川県、ギタリスト、ASIAN KUNG-FU GENERATION）
- 1月31日 - 香取慎吾（神奈川県、歌手・俳優、SMAP）
- 2月2日 - 宇佐美吉啓（神奈川県、ダンサー、EXILE/J Soul Brothers/元RATHER UNIQUE）
- 2月2日 - シャキーラ（、シンガーソングライター）
- 2月8日 - JHETT a.k.a.YAKKO for AQUARIUS（千葉県、音楽プロデューサー、元AQUARIUS）
- 2月11日 - マイク・シノダ（ アメリカ合衆国、歌手、リンキン・パーク）
- 2月14日 - 西山達郎（歌手、初恋の嵐、+2002年）
- 2月22日 - 新田雄一（歌手、COVER）
- 2月22日 - yuri（熊本県、歌手、m.o.v.e）
- 2月24日 - しげる（歌手、THE NEUTRAL）
- 2月25日 - 結城安浩（埼玉県、歌手、ESCOLTA）
- 2月26日 - Lina（沖縄県、歌手、MAX）
- 3月2日 - クリス・マーティン（、ミュージシャン、コールドプレイ）
- 3月4日 - 氏原ワタル（福岡県、シンガーソングライター、DOES）
- 3月13日 - 小渕健太郎（宮崎県、シンガーソングライター・作曲家、コブクロ）
- 3月16日 - 音羽しのぶ（山口県、演歌歌手）
- 3月17日 - CUTT（大阪府、ミュージシャン、SHAME/ORCA）
- 3月18日 - 黒田俊介（大阪府、シンガーソングライター、コブクロ）
- 3月18日 - ZUN（長野県、ゲーム開発者・作曲家）
- 3月25日 - OKP-STAR（福島県、ベーシスト、元Aqua Timez）
- 3月25日 - DJ Deckstream（山形県、DJ、+2015年）
- 3月31日 - Toshiya（長野県、ベーシスト、DIR EN GREY）
- 4月2日 - 菅原健生（神奈川県、ドラマー、元音速ライン）
- 4月6日 - 山口鈴彰（京都府、ギタリスト、元高鈴）
- 4月7日 - 佐藤雅俊（埼玉県、ベーシスト、ACIDMAN）
- 4月9日 - ジェラルド・ウェイ（ アメリカ合衆国、歌手、マイ・ケミカル・ロマンス）
- 4月11日 - JIN（大阪府、ミュージシャン、High Speed Boyz）
- 4月11日 - ダースレイダー（ フランス、ラッパー、元MICADELIC）
- 4月12日 - 大介（福島県、ギタリスト、元Aqua Timez）
- 4月13日 - タブゾンビ（鹿児島県、トランペッター、SOIL&"PIMP"SESSIONS）
- 4月17日 - 玉城千春（沖縄県、シンガーソングライター、Kiroro）
- 4月17日 - フレデリック・メーグル （、作曲家)
- 4月22日 - KOHSHI（埼玉県、歌手、FLOW）
- 4月24日 - yukari（大阪府、歌手、MinxZone）
- 4月25日 - ISSEI（京都府、歌手、元The Phanky OKstra/元JUICE）
- 5月5日 - 山本高稲（京都府、歌手、元高鈴）
- 5月8日 - たかはし智秋（神奈川県、声優・歌手、元Aice5）
- 5月9日 - 安藤裕子（神奈川県、シンガーソングライター）
- 5月14日 - 小沢亜貴子（長野県、演歌歌手）
- 5月19日 - ナタリア・オレイロ（、歌手）
- 5月25日 - Seiji（歌手、元AcQuA-E.P.）
- 5月25日 - tohko（東京都、歌手）
- 5月27日 - Amy（神奈川県、歌手、元Amy-N-Ryoo）
- 6月5日 - カニエ・ウェスト（、ヒップホップMC）
- 6月5日 - 菅野祐悟（埼玉県、作曲家）
- 6月7日 - 高木芳基（香川県、歌手、ザ・マスミサイル）
- 6月10日 - 松たか子（東京都、歌手・女優）
- 6月16日 - 近藤洋一（栃木県、ベーシスト、サンボマスター）
- 6月16日 - 髙見優（東京都、作曲家）
- 6月17日 - Tarantula（東京都、歌手、Spontania）
- 6月23日 - ジェイソン・ムラーズ（ アメリカ合衆国、歌手）
- 6月25日 - sasaji（青森県、歌手、元LONG SHOT PARTY）
- 6月28日 - DJ KOHNO（広島県、DJ、ケツメイシ）
- 7月1日 - KEIGO（東京都、歌手、FLOW）
- 7月4日 - crystal boy（岐阜県、ラッパー、nobodyknows+）
- 7月6日 - HIBIKI（広島県、元歌手、元D-SHADE）
- 7月13日 - 鈴木紗理奈/MUNEHIRO（大阪府、タレント・レゲエ歌手）
- 7月14日 - 尾崎愛/つばき（東京都、歌手、元Goose Bumps）
- 7月15日 - 徳岡慶也（兵庫県、ギタリスト、DEPAPEPE）
- 7月26日 - 吉田良一郎（北海道、三味線奏者、吉田兄弟）
- 7月27日 - 真戸原直人（大阪府、歌手、アンダーグラフ）
- 7月30日 - 永山尚太（沖縄県、歌手）
- 8月2日 - 梯剛之（東京都、ピアニスト）
- 8月2日 - 葛谷葉子（岐阜県、シンガーソングライター）
- 8月3日 - 大木伸夫（埼玉県、歌手、ACIDMAN）
- 8月8日 - クボケンジ（兵庫県、歌手、メレンゲ）
- 8月12日 - 坂井竜二（愛知県、歌手、the ARROWS）
- 8月12日 - パク・ヨンハ（、歌手・俳優、+2010年）
- 8月15日 - 金城綾乃（沖縄県、ピアニスト、Kiroro）
- 8月18日 - 秋山智江（東京都、ギタリスト、元03）
- 8月19日 - 早川大地（東京都、音楽プロデューサー、元東京エスムジカ/元Sweet Vacation）
- 8月19日 - 山田貴洋（静岡県、ベーシスト、ASIAN KUNG-FU GENERATION）
- 8月21日 - いしわたり淳治（青森県、ギタリスト、元SUPERCAR）
- 8月21日 - GONGON（東京都、歌手、元B-DASH）
- 8月24日 - 宮下浩司（東京都、ギタリスト、元JINDOU）
- 8月24日 - NAOKI（京都府、ベーシスト、10-FEET）
- 8月25日 - 浅野真澄（秋田県、声優・歌手、元Aice5/元KiraKira☆メロディ学園/元milk rings）
- 8月31日 - Leyona（広島県、歌手）
- 9月1日 - 林あさ美（青森県、演歌歌手）
- 9月2日 - 高木綾子（愛知県、フルーティスト）
- 9月6日 - 氷川きよし（福岡県、演歌歌手）
- 9月7日 - 大野愛果（大阪府、作曲家）
- 9月11日 - ジョニー・バックランド（、ギタリスト、コールドプレイ）
- 9月13日 - ダイスケはん（香川県、シンガーソングライター、マキシマムザホルモン）
- 9月13日 - フィオナ・アップル（、シンガーソングライター）
- 9月14日 - Ryoo（神奈川県、歌手、Amy-N-Ryoo）
- 9月15日 - アンジェラ・アキ（徳島県、シンガーソングライター）
- 9月17日 - 宗ひろし（兵庫県、歌手、MALCO）
- 9月18日 - mayuko（富山県、キーボーディスト、元Aqua Timez）
- 9月19日 - RYO（埼玉県、歌手、元FREEASY BEATS）
- 9月20日 - 安室奈美恵（沖縄県、元歌手）
- 9月21日 - 白木裕子（福井県、歌手、ナチュラル ハイ）
- 9月22日 - WADA（東京都、ラッパー、アルファ）
- 9月23日 - 城咲仁（東京都、タレント・元歌手）
- 9月25日 - 伊地知潔（神奈川県、ドラマー、ASIAN KUNG-FU GENERATION）
- 9月26日 - 高岡奈央（新潟県、元歌手）
- 9月28日 - 中村弘二（青森県、ミュージシャン、元SUPERCAR）
- 9月30日 - 大石学（高知県、歌手、Cooley High Harmony）
- 10月4日 - アナ・ジョンソン（ スウェーデン、歌手）
- 10月8日 - ヤフミ（愛知県、歌手、元JELLY→）
- 10月11日 - 堤晋一（山口県、歌手、元Bivattchee）
- 10月20日 - TWENTY"20"（長野県、MC、元ASIAN2）
- 10月21日 - TSURU（愛知県、歌手、STANCE PUNKS）
- 10月23日 - マオ（福岡県、歌手、シド）
- 10月25日 - MASAYA（北海道、歌手、元Retro G-Style、+2011年）
- 10月26日 - 玉田大悟（静岡県、ミュージシャン、ADAM at）
- 10月26日 - MICRO（愛知県、ラッパー、元HOME MADE 家族）
- 10月31日 - 渡和久（福岡県、歌手、風味堂/渡 watary）
- 11月19日 - KURO（ アメリカ合衆国、ラッパー、元HOME MADE 家族）
- 11月20日 - 福間剛（福岡県、歌手、元ミライ・ドライヴ）
- 11月26日 - 月嶋カリン（宮城県、歌手、元DGEM）
- 12月3日 - Shige（神奈川県、MC、元CHOKE SLEEPER）
- 12月5日 - 竹本健一（大阪府、歌手、元PHONES）
- 12月7日 - 山村悦啓（大阪府、ギタリスト、wyse）
- 12月7日 - ドミニク・ハワード（、ドラマー、MUSE）
- 12月10日 - 峯田和伸（山形県、歌手・俳優、銀杏BOYZ/元GOING STEADY）
- 12月14日 - 桃井はるこ（東京都、シンガーソングライター・作曲家・声優）
- 12月16日 - 崎山清之（ダンサー、元WORLD ORDER）
- 12月21日 - 三重野瞳（福岡県、歌手・作詞家）
- 12月24日 - 田中ユウスケ（兵庫県、音楽プロデューサー、Q;indivi）
- 12月27日 - TSUBOI（東京都、ラッパー、アルファ）
- 12月29日 - Mina（沖縄県、歌手、MAX）
- 12月31日 - PSY（、シンガーソングライター）
- 月日不明 - SATOSHI（神奈川県、歌手、山嵐）
- 月日不明 - KOJIMA（神奈川県、歌手、山嵐）
- 月日不明 - 武史（神奈川、ベーシスト、山嵐）
- 月日不明 - KAZI（神奈川、ギタリスト、山嵐）
- 月日不明 - YUYA OGAWA（神奈川、ギタリスト、山嵐）
- 月日不明 - YOSHIAKI ISHII（神奈川、ドラマー、山嵐）
- 月日不明 - 末広尚希（沖縄県、歌手、gulff）

## 死去
- 3月24日 - 諸井三郎（東京都、作曲家、*1903年）
- 5月14日 - 奈良光枝（青森県、歌手、*1923年）
- 8月16日 - エルヴィス・プレスリー（、ミュージシャン、*1935年）
- 9月16日 - マリア・カラス（、ソプラノ歌手、*1923年）
- 9月16日 - マーク・ボラン（、ミュージシャン、T・レックス、*1947年）
- 9月29日 - アレクサンドル・チェレプニン（、作曲家、*1899年）
- 10月14日 - ビング・クロスビー（、歌手・俳優、*1903年）
- 10月21日 - 岡本敏明（宮崎県、作曲家、*1907年）